# Anomiopus ataenioides
Anomiopus ataenioides är en skalbaggsart som beskrevs av Martinez 1952. Anomiopus ataenioides ingår i släktet Anomiopus och familjen bladhorningar. Inga underarter finns listade i Catalogue of Life.